# كلارنس ماكجريجور
كلارنس ماكجريجور هو قاضي ومحامي وسياسي أمريكي، ولد في 16 سبتمبر 1872 في نيوارك في الولايات المتحدة، وتوفي في 18 فبراير 1952 في بوفالو في الولايات المتحدة. نشط حزبياً في الحزب الجمهوري. وقد انتخب عضو جمعية ولاية نيويورك ‏ وانتخب عضو مجلس النواب الأمريكي ‏.